# Primus Svensson
Primus Svensson (1903–1979) är en rollfigur och huvudperson i P.C. Jersilds roman Babels hus från 1978. 
Primus är född och uppvuxen i Stockholm, där han under hela sitt vuxna liv har verkat som typograf. Han träffade i mitten av 1920-talet en kvinna vid namn Ellen som han gifte sig med och fick sonen Bernt. Vid tiden då romanen utspelar sig är Ellen död och förhållandet till Bernt har blivit allt mer sporadiskt. Primus är, sedan tio år tillbaka, pensionär och fördriver tiden vid sin kolonilott i Årsta. Babels hus behandlar sedan hans sista tid i livet, då han efter en hjärtinfarkt vårdas på det tillika fiktiva Enskede sjukhus.
I filmatiseringen av Babels hus från 1981 spelas Primus Svensson av Carl-Gustaf Lindstedt.